# Проклета лепота
Проклета лепота (шп. Al diablo con los guapos) мексичка је хумористичка теленовела, продукцијске куће Телевиса, снимана током 2007. и 2008.
У Србији је приказивана током 2008. и 2009. на телевизији Пинк.

## Синопсис
Милагрос је сироче, добре нарави и бунтовничке душе. Позната је по сањарењу и веровању у бољи живот. Обожава да игра фудбал, па је у сиротишту у којем је живела добила надимак Милигол. Са 18 година напушта сиротиште и проналази посао у кући госпође Рехине Белмонте - матријарха богате породице Белмонте. Рехина заволи Милагрос, али остатак породице је не може поднети због грубе нарави и лоших манира.
Син Констансија Белмонтеа, Алехандро, је типичан, богати младић који бежи од одговорности и велики је женскарош. Заинтересован је за Милагрос због тога што га она сматра неподношљивим, а привлачи га и њена искреност. Мало помало, између свађа и размирица, Алехандро и Милагрос се почну забављати, иако је она уздржана према том односу, знајући његову прошлост са женама. Осим тога, Алехандро је верен Андреом, амбициозном девојком. 
Констансио Белмонте, Рехинин син, презире своју породицу и то чак ни не покушава сакрити. Презир и љутњу не скрива ни од своје жене Лусијане, са којом је у брак ступио на наговор свог оца, који га је одвојио од Констансијеве праве љубави, Росарио. У то време, Росарио је остала трудна, али нестала је без трага. Кад је то сазнао, Констансио није покушао потражити своје дете.
Андреа је девојка себичне природе, Алехандро вереница и Констансијева љубавница. Наговара Хуга, Алехандровог рођака, да јој помогне да заједно раставе заљубљени пар, пошто ће и он имати користи јер је заљубљен у Милагрос. Хуго прихвата да учествује у Андреиној завери, те тако почиње прича пуна љубави, лажи, тајни и издаје.

## Улоге
| Глумац:            | Улога:                                     |
| ------------------ | ------------------------------------------ |
| Алисон Лосано      | Милагрос Милигол Белмонте Рамос де Миранда |
| Еухенио Сиљер      | Алехандро Белмонте                         |
| Сесар Евора        | Констансио Белмонте                        |
| Лаура Флорес       | Лусијана Аранго                            |
| Алтаир Харабо      | Валерија Белмонте                          |
| Алисија Родригез   | Рехина Ласкуриан                           |
| Рикардо Маргалеф   | Роки Морган Хуарес                         |
| Мишел Рамаглија    | Аделина Лина де Сендерос                   |
| Хосе Луис Кордеро  | Орасио                                     |
| Хеорхина Салгадо   | Глорија                                    |
| Летисиа Пердигон   | Ампаро Родригез Сокоро Луна                |
| Мигел Писаро       | Браулио Рамос                              |
| Маргарита Магања   | Карла                                      |
| Марко Муњоз        | Дамијан Аранго                             |
| Андрес Суно        | Уго Аранго                                 |
| Тања Васкез        | Андреа Кастиљо                             |
| Аријадне Дијаз     | Флоренсија Ечаварија                       |
| Рафаел Леон        | Роберто Боби Сендерос                      |
| Моника Санчез      | Росарио Рамос #1                           |
| Марибел Гвардија   | Росарио Рамос #2 Роселија ди Јано          |
| Карлос Собос       | свештеник Мануел                           |
| Дасија Гонзалез    | главна монахиња                            |
| Шејла              | сестра Каталина Макарена                   |
| Ајтор Итуриос      | Матео Робледо                              |
| Роберто Вандер     | Нестор Миранда                             |
| Мишел Вит          | Пилар                                      |
| Густаво Рохо       | Ернесто Робледо                            |
| Алфонсо Итуралде   | Еухенио Сендерос                           |
| Лус Марија Јерес   | Милена де Сендерос                         |
| Абрахам Рамос      | Серхио                                     |
| Росана Сан Хуан    | Роксана                                    |
| Арсенио Кампос     | Пералта                                    |
| Алдо Гаљардо       | Фернандо                                   |
| Мануела Имаз       | Марисела Ечаверија                         |
| Рамон Валдез       | Карлос Чамуко                              |
| Џустин Роустанд    | Гамуса                                     |
| Дерик Џејмс        | Рамсес                                     |
| Глорија Сијера     | Нефертити                                  |
| Оскар Травен       | Густаво Виљалобос                          |
| Хуан Пелаес        | Федерико Белмонте                          |
| Жаклин Бракамонтес | Канди                                      |